# Adam Wadecki
Adam Wadecki, né le 23 décembre 1977 à Elbląg, est un coureur cycliste polonais. Son frère, Piotr est également coureur.

## Palmarès
- 2001
  - Mémorial Andrzej Trochanowski
  - 2ea étape du Szlakiem Grodów Piastowskich
- 2002
  - 4e étape du Szlakiem Grodów Piastowskich
- 2004
  - Puchar Ministra Obrony Narodowej
  - Tour de Mazovie
    - Classement général
    - 3e étape

  - 3ea étape du Tour de Slovaquie
- 2005
  -  Champion de Pologne sur route
  - 5e étape des Quatre Jours de Dunkerque
  - 1re, 3e et 4e étapes de la Course de la Solidarité olympique
- 2008
  - 10e étape du Tour du Maroc
  - 1re étape du Tour de Mazovie
  - 5e étape du Tour de Slovaquie
- 2010
  - 1re étape de la Course de Solidarność et des champions olympiques
  - 2e du Mémorial Andrzej Trochanowski
- 2012
  - 1re étape du Tour de Mazovie

## Classements mondiaux
| Année           | 2005 | 2006 | 2007 | 2008 | 2009  | 2010 | 2011 | 2012 | 2013 |
| --------------- | ---- | ---- | ---- | ---- | ----- | ---- | ---- | ---- | ---- |
| UCI Africa Tour |      |      |      | 81e  |       |      |      |      |      |
| UCI Asia Tour   | 139e |      |      |      |       |      |      |      |      |
| UCI Europe Tour | 111e | 623e | 632e | 167e | 1201e | 279e |      | 233e | 576e |